# Orlovopstand

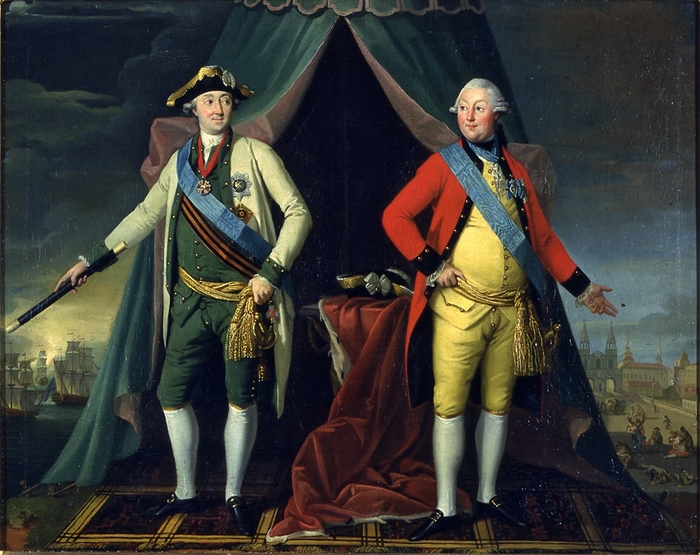
Aleksej en Grigori Orlov

De Orlovopstand (Grieks: Ορλωφικά; Orlofika, "Orlovgebeurtenissen") was een Griekse opstand op de Peloponnesos tegen de Ottomaanse overheersing, op aandrang van de Russische broers Aleksej, Grigori en Fjodor Orlov in 1770 tijdens de Vierde Russisch-Turkse Oorlog. Het was een voorloper van de Griekse Onafhankelijkheidsoorlog.
Midden jaren 60 van de 18e eeuw werden in het geheim Russische afgezanten gestuurd naar lokale Griekse leiders op het schiereiland Mani, om een pact met hen te sluiten, daar zij de sterkste Griekse militaire macht vormden in die tijd. Het doel hiervan was om uiteindelijk een pro-Russische Griekse staat te stichten op de Balkan, die het Ottomaanse Rijk moest verzwakken.
In 1769 zeilde een vloot van 14 oorlogsschepen, aangevoerd door graaf Aleksej Orlov, van de Oostzee naar de Middellandse Zee, om in februari 1770 Mani te bereiken, waarbij de inwoners van Mani de oorlogsvlag hesen. Er werden 50 Russische soldaten aan land gezet om te helpen bij de grondoorlog, terwijl de vloot verder voer naar de Egeïsche Zee.
De opstandelingen veroverden Mystras, waar zij een voorlopige regering op de been brachten onder Nikolaos Psaros. Hoewel de Griekse opstand in eerste instantie succesvol was en grote delen van de Peloponnesus wist te bevrijden, brak er elders in Griekenland geen opstand uit. Met de hulp van de Grieken wist de Russische vloot een grote overwinning te behalen bij de Slag bij Çeşme in juli 1770, maar de Griekse opstandelingen werden echter snel verslagen door de Ottomanen.
De Russen zagen de opstand vanuit hun oogpunt als een succes, daar de Turkse vloot werd beschadigd en de vloot naar het zuiden werd verdreven. Het vormde een van de successen die leidde tot het Verdrag van Küçük Kaynarca.